# Ferdinand Barnstein
Ferdinand Barnstein (* 31. Juli 1861 in Gebesee; † 18. Juli 1947 ebenda) war ein deutscher physiologischer Chemiker.

## Leben
Barnstein legte Ostern 1882 sein Abitur am Königlichen Realgymnasium in Erfurt ab. Er studierte Chemie und wurde 1887 an der Vereinigten Friedrichs-Universität Halle-Wittenberg mit der Arbeit Die Isobutenyltricarbonsäure und ihr Zersetzungproduct, die a-Dimethylbernsteinsäure promoviert. Seit Januar 1892 arbeitete er an der Sächsischen Landwirtschaftlichen Versuchsstation in Möckern bei Gustav Kühn. Hier war er später als Vorstand der Futtermittelabteilung tätig und trug den Titel Professor. Er entwickelte ein Verfahren zur Bestimmung des Reinprotein-Gehalts, das heute noch verwendet wird.

## Veröffentlichungen
- Die Isobutenyltricarbonsäure und ihr Zersetzungproduct, die a-Dimethylbernsteinsäure. Halle 1887 (= Dissertation)
- mit O. Kellner, A. Köhler: Untersuchungen verschiedener Rauhfutterarten aus Wirtschaften, in denen Knochenbrüchigkeit auftritt. In: Sächsische Landwirtschaftliche Zeitschrift Band 42, 1894, S. 167 DNB 962771597/34
- Malzkeime. In: Mitteilung der landwirtschaftlichen Versuchsstation Möckern Band 64, 1906, S. 435–446[8]
- Anleitung zur mikroskopischen Prüfung und zur Begutachtung der Kraftfuttermittel (= Sammlung naturwissenschaftlicher Praktika, Band 8). Bornträger, Berlin 1920.
- Ernst Berl (Hrsg.): Chemisch-technische Untersuchungsmethoden: Künstl. Düngemittel, Futterstoffe, Springer Verlag, 1921, ISBN 978-3-642-90841-5.[5]